# داني لوبيز (لاعب كرة قدم)
داني لوبيز (بالإسبانية: Dani López)‏ هو لاعب كرة قدم إسباني في مركز الهجوم، ولد في 25 أكتوبر 1985 في لاس روزاس دي مدريد في إسبانيا. لعب مع أتلتيكو مدريد ب وأتلتيكو مدريد ج وأريناس غوتكسو وخيتافي ب وستيفيناغ بوروه ونادي ألدرشوت تاون ونادي إنفرنيس ونادي بارنت ونادي بطليوس ونادي لاس روزاس ونادي نابالكارنيرو.

## وصلات خارجية
- داني لوبيز على موقع قاعدة بيانات كرة القدم.إي يو (الإنجليزية)
- داني لوبيز على موقع Soccerbase.com (لاعب) (الإنجليزية)
- داني لوبيز على موقع Soccerway.com (الإنجليزية)